# Памятники истории и культуры местного значения Костанайской области
Памятники истории и культуры местного значения Костанайской области — отдельные постройки, здания и сооружения с исторически сложившимися территориями указанных построек, зданий и сооружений, мемориальные дома, кварталы, некрополи, мавзолеи и отдельные захоронения, произведения монументального искусства, каменные изваяния, наскальные изображения, памятники археологии, включенные в Государственный список памятников истории и культуры местного значения Костанайской области и являющиеся потенциальными объектами реставрации, представляющие историческую, научную, архитектурную, художественную и мемориальную ценность и имеющие особое значение для истории и культуры всей страны.
Списки памятников истории и культуры местного значения утверждаются исполнительным органом региона по представлению уполномоченного органа по охране и использованию историко-культурного наследия.

## История
1 июня 2010 года постановлением № 207 акимата Костанайской области утверждён список из 722 объектов. Отдельные изменения были внесены в 2013, 2014, 2018 годах.
1 августа 2019 года постановлением № 322 был утверждён список новый список. В государственном списке было 1134 объектов.
31 марта 2020 года постановлением № 125 акимат утвердил список из 1136 объектов истории и культуры местного значения.
Список памятников Костанайской области разделён на следующие разделы:
- Костанай
- Рудный
- Лисаковск
- Аркалык
- Алтынсаринский район
- Амангельдинский район
- Аулиекольский район
- Денисовский район
- Джангельдинский район
- Житикаринский район
- Камыстинский район
- Карабалыкский район
- Карасуский район
- Костанайский район
- Мендыкаринский район
- Наурзумский район
- Сарыкольский район
- район Беимбета Майлина
- Узункольский район
- Федоровский район